# 濱本りか
濱本 りか（はまもと りか、1980年5月4日 - ）は、日本のフリーアナウンサー。元・KHB東日本放送、元・文化放送のアナウンサー。

## 人物
北海道札幌市出身。北海道札幌開成高等学校、北海学園大学法学部卒業。2004年4月、KHBに入社。同局在籍時には「りかちゃん」、「ハマリカ」と呼ばれていた。2009年3月退社。
同年4月、文化放送入社（ジョイスタッフからの派遣）。
2010年7月9日放送の『センパツ!』内で、結婚と妊娠および、7月いっぱいで文化放送を寿退社することを発表した。
2012年1月、オフィスケイアールに所属。同年4月より、テレビ東京の『7スタLIVE』リポーターとして、復帰を果たす。

## 現在の出演番組
- いまどこ（J:COM 東京）火曜・水曜　キャスター
- ショップジャパンスタイル アシスタント（CS・BS・地方局）
- フェヴリナ炭酸パック インフォマーシャル（CS・BS・地方局）

## 過去の出演番組

### フリー後
- 7スタLIVE（テレビ東京）リポーター
- ありがとッ!（tvk）リポーター
- ロッピングセレクション（CS・BS・地方局）

### 文化放送時代の担当番組
- センパツ!（水曜日担当）
- 岩本勉のまいどスポーツ
- FRIDAY SUPER COUNTDOWN 50
- 近藤真彦 くるくるマッチ箱
- ガールズガード 女の子の保健室
- エコライフ情報（ナビゲーター）
- 寺島尚正 ラジオパンチ!（リポート担当（水曜日、木曜日））
- 吉田照美 ソコダイジナトコ（2009年8月6日・ピンチヒッター）
- 美ヶ原高原美術館（ラジオCMのナレーション）
- 産経新聞（産経新聞の販売所のラジオCMのナレーション）

### KHB時代の担当番組
- KHBニュース
- るくなす
- プリーズ!ぐりりぱーく
- TVイーハトーブ土曜のてっぺん
- スーパーJチャンネルみやぎお天気情報
- CHALLENGE 燃えよ!EAGLES
- 裏のオク～楽オク生活のすすめ～